# گورستان امامیه
گورستان امامیه، یکی از گورستان‌های شهر تبریز است که در انتهای جنوبی محله لیلاوای این شهر واقع شده‌است. زمین این گورستان متعلق به فردی به نام «میرزا کاظم امامی» بود که در سال ۱۲۷۵ خورشیدی، توسط وی برای دفن اجساد مردگان وقف می‌شود. از مشهورترین شخصیت‌های دفن شده در این گورستان می‌توان به صمد بهرنگی اشاره کرد.این مکان روزهای پنجشنبه و جمعه باز می باشد و مردم برای زیارت اموات خود میروند.

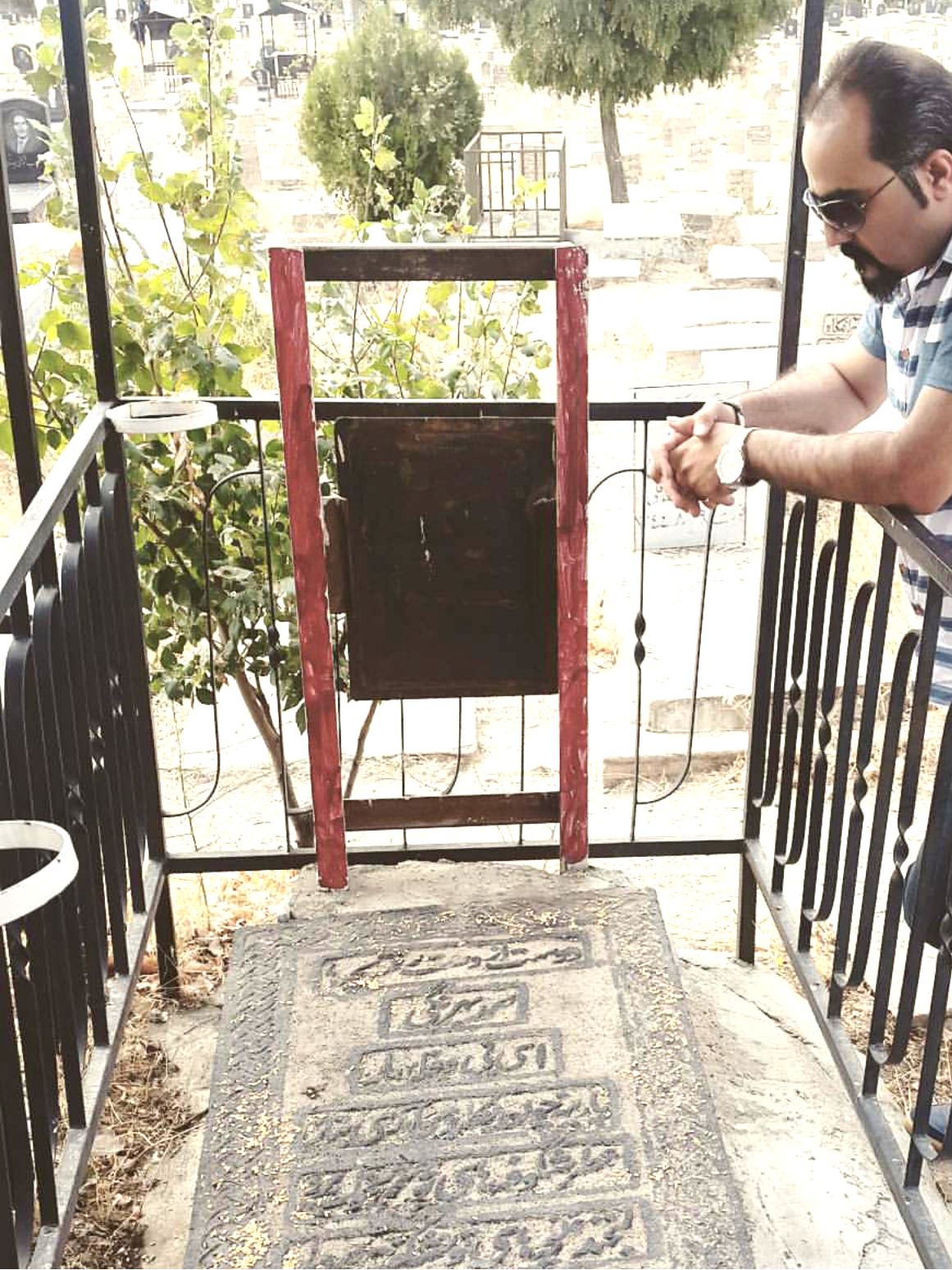
آرامگاه صمد بهرنگی در گورستان امامیه تبریز

## پیشینه
گورستان قدیمی امامیه در خارج از محدوده محله لیلاوا قرار داشت و جزء املاک «میرزا کاظم امامی» (سید امامی)، امام جمعه وقت تبریز و شوهر «نورالسلطنه»، دختر مظفرالدین شاه بود. همچنین از طرف ولیعهد در تبریز و شاه در تهران، اکثر معادن قنوات و مراتع قسمتی از کوه یانیق داغ به خانوادهٔ سید امامی، امام جمعه تبریز واگذار شده بود.
در آن زمان، میرزا کاظم امامی قسمتی از اراضی خود در دامنه یانیق داغ را به مردم وقف می‌کند که به گورستانی به نام گورستان امامیه تبدیل می‌شود. وی هر روز با کالسکه شخصی به محل مزبور آمده بر کار و عملیات ساختمانی آن شخصاً نظارت می‌کرد. این گورستان در سال ۱۳۱۶ هجری قمری (۱۲۷۵ شمسی) آماده استفاده می‌شود، به طوری که می‌گفتند، اولین کسی که در این گورستان دفن شد، دختر «آغ سقّلی مشهدی اکبر» خواربار فروش معروف محلهٔ لیلاوا بود.

## شخصیت‌های برجسته مدفون
از نظر تاریخی، آنچه در این گورستان بیشتر به چشم می‌خورد، بارگاه و گنبد بلندی است از مقبره خانوادگی سید امامی که فرزندان میرزا کاظم امامی (صمد امامی و احمد امامی) در آنجا مدفون هستند. چند تن شخصیت مهم دیگر نیز در این گورستان به خاک سپرده شده‌اند:
- صمد بهرنگی
- میرزا عباسقلی واعظ چرندابی
- آیت‌الله توتونچی غروی
- میرزا حسین واعظ
- دکتر غضنفرخان
- ابراهیم خان قفقازچی (کاظمی)
- یدالله سردار ملی پسر ستارخان[۱]

همچنین آرامگاه عده‌ای از کشته‌شدگان جنبش مشروطه نیز در این گورستان واقع شده‌است.